# Sivakasi
Sivakasi (tamoul : சிவகாசி « sivagāsi »; « La Kashi de Shiva ») est une ville indienne de l'état du Tamil Nadu située dans le district de Virudhunagar à environ 70 km au sud-ouest de Madurai. En 2001, la population de son agglomération était de 121 358 habitants.
Sivakasi est fondée au début du XVe siècle par la dynastie subsistante des Pandyas — Appelée les Pandyas de Tirunelveli puis de Tenkasi —, alors en fort déclin après les invasions du sultanat de Delhi au XIVe siècle puis l'essor et la mainmise du royaume de Vijayanagara sur la région à la même période, qui parvient à en chasser les puissances musulmanes, mais l'intègre à son domaine (y compris la capitale Madurai).
Sivakasi est une ville industrielle, où est concentrée une très large part de la production indienne d'allumettes, de pétards et de feux d'artifice. Cette activité, qui emploie des milliers de travailleurs, lui a valu à plusieurs reprises d'être placée sous les projecteurs de la presse internationale. Dans les années 1970 et 1980, c'est le travail des enfants qui est dénoncé - il a depuis été officiellement interdit. Plus récemment, des explosions accidentelles dans plusieurs usines, ayant couté la vie à des dizaines d'ouvriers, ont attiré l'attention des médias.

## Personnalités
- Sridevi (1963-2018), actrice et productrice indienne, est née à Sivakasi.